# Perilampus paraguayensis
Perilampus paraguayensis is een vliesvleugelig insect uit de familie Perilampidae. De wetenschappelijke naam is voor het eerst geldig gepubliceerd in 1911 door Girault.